# Yosef Mirmovich
Yosef Mirmovich (24 juillet 1924 – 5 mai 2011) est un footballeur israélien devenu entraîneur.

## Palmarès
En tant que joueur
- Championnat d'Israël (6) :
  - Champion : 1946-1947, 1949-1950, 1951-1952, 1953-1954, 1955-1956, 1957-1958

- Coupe d'Israël (6) :
  - Vainqueur : 1940-1941, 1945-1946, 1946-1947, 1953-1954, 1954-1955, 1957-1968

- Coupe d'Asie des nations
  - Finaliste : 1956

En tant qu'entraîneur
- Coupe d'Israël (1) :
  - Vainqueur : 1958–1959

- Coupe d'Asie des clubs champions (2) :
  - Vainqueur : 1967, 1969

- Coupe d'Asie des nations (1) : 
  - Vainqueur : 1964